# Evangelische Kirche Bauschheim

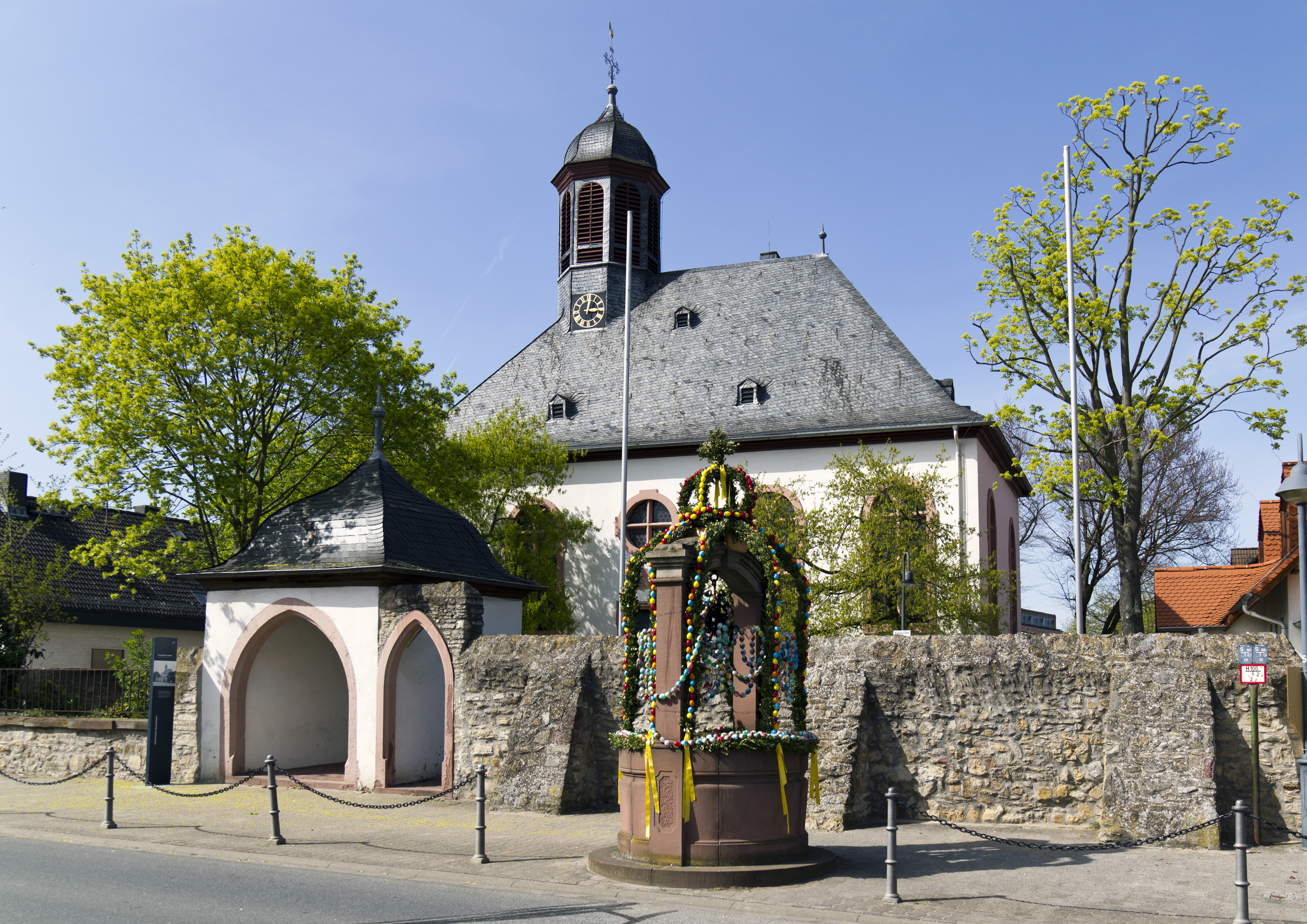
Evangelische Kirche mit Torhäuschen, Wehrmauer und Ziehbrunnen

Die evangelische Kirche ist ein denkmalgeschütztes Kirchengebäude in Bauschheim, einem Stadtteil von Rüsselsheim am Main im Kreis Groß-Gerau (Hessen). Sie gehört zur Kirchengemeinde Bauschheim im Dekanat Groß-Gerau-Rüsselsheim der Evangelischen Kirche in Hessen und Nassau.

## Geschichte und Architektur
Der Saalbau mit Walmdach und Haubendachreiter wurde 1712 von Friedrich Sonnemann an der Stelle einer mittelalterlichen Anlage errichtet. Die flache Holzdecke zeigt eine sternförmige Felderteilung sowie eine Rankenbemalung. Die Decke wurde 1906 freigelegt und erneuert. Im Innenraum sind umlaufend vierseitige Emporen. Die Kanzel und der Altar stammen aus der Erbauungszeit der Kirche. Von dem ehemaligen Wehrkirchhof sind Reste der Mauer sowie das Torhäuschen mit doppeltem gotischem Spitzbogeneingang und barocker Haube erhalten. Vor der Kirche steht ein Ziehbrunnen aus Sandstein von 1740 mit dem originalen, reich geschmiedeten Laufrad.